# Kronenbourg (öl)

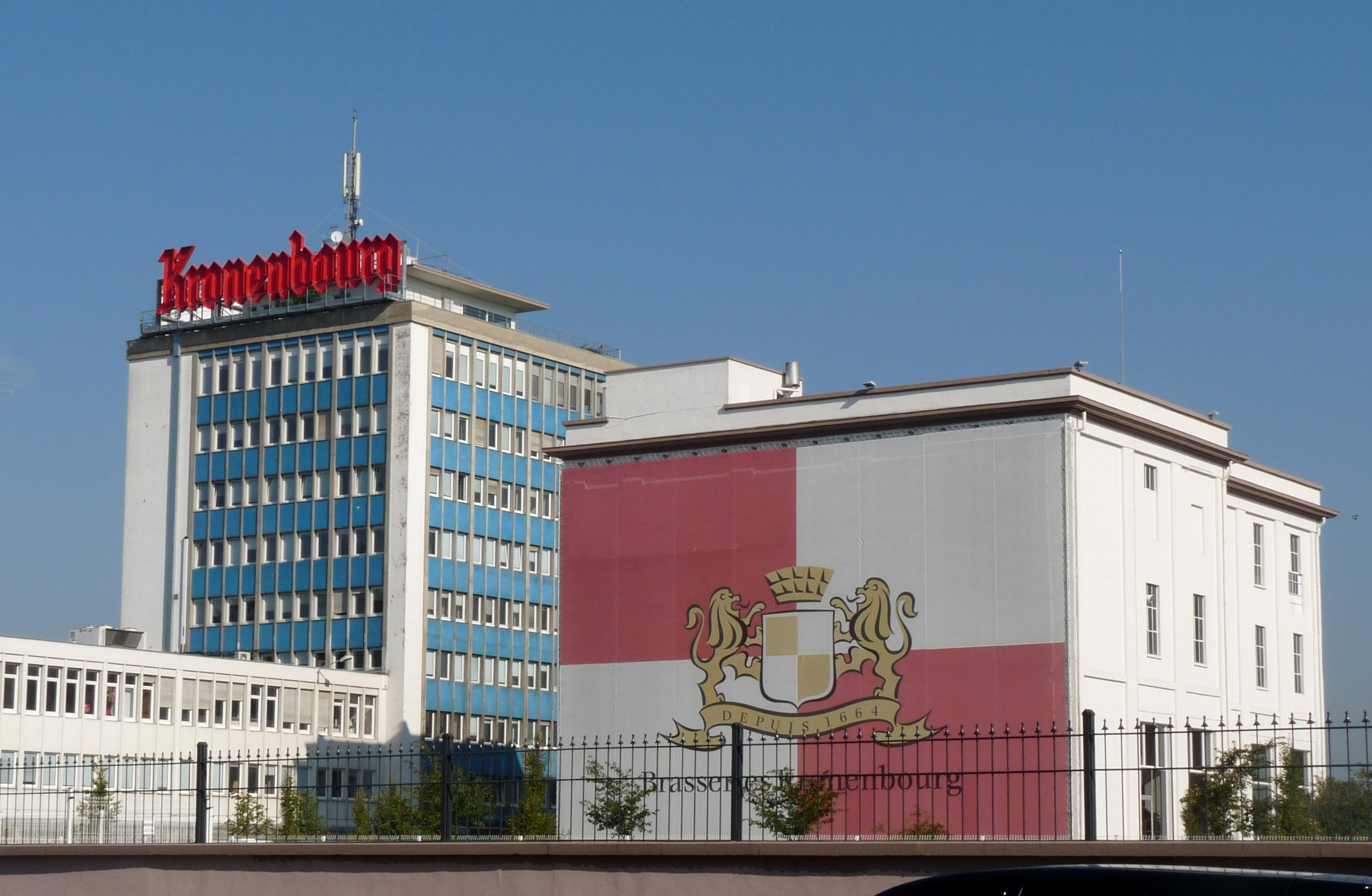
Brasseries Kronenbourg.

Kronenbourg är ett franskt ölmärke av typen ljus lager, vilket bryggs av Brasseries Kronenbourg. Detta franska bryggeri grundades 1664 av Geronimus Hatt i Kronenbourg (idag Cronenbourg) utanför Strasbourg. Bryggeriet köptes 2000 av Scottish and Newcastle och ingick år 2011 i danska Carlsberg Group. Den största produktionsanläggningen ligger i Obernai väster om Strasbourg.

## Huvudprodukter
- Kronenbourg 5,2 %
- Kronenbourg 1664 5,0 %. Anses vara ett premium-öl, det är även Kronenbourgbryggeriets exportöl. Det beskrivs som distinkt maltsmakande. Till skillnad mot de flesta lagerölen som smakar bäst iskalla, smakar Kronenbourg bäst mellan 6 °C och 8°C. Märket bryggs även i Edinburgh, Skottland
- 1664 Brune är en starkare mörk version av 1664
- Single Malt 6,0 % (Franskt namn; såld utomlands som Premier Cru.[1]
- Kronenbourg Blanc 5,0 %. En fruktig importerad vitöl. Tillgänglig både från kran och på flaska